# حرب الأيقونات البيزنطية

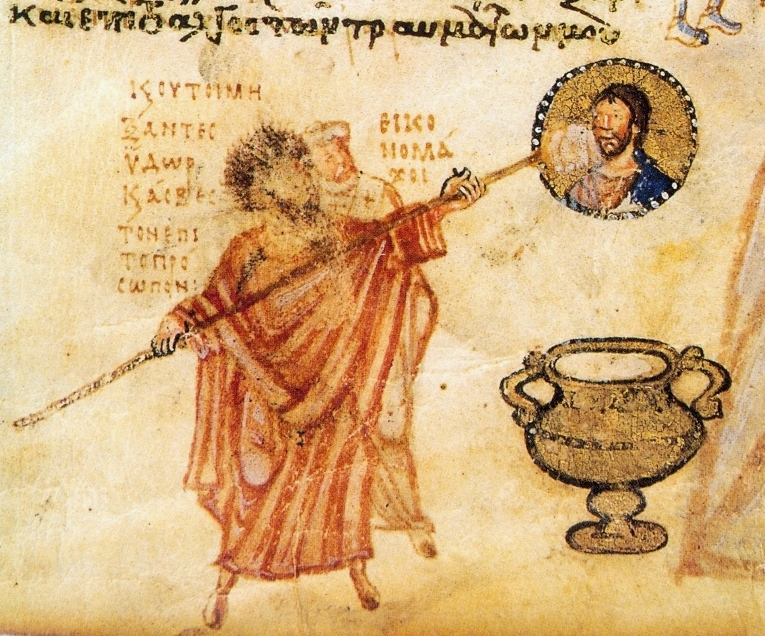
احدى الوحات التي تعرضت لحرب الايقونات

حرب الأيقونات البيزنطية (باليونانية: Εικονομαχία)‏، هو مصطلح يشير إلى فترتين من تاريخ الإمبراطورية البيزنطية، عارضت فيهما السلطات الدينية والإمبراطورية داخل الكنيسة الأرثوذكسية والهرمية الإمبراطورية الدنيوية استخدام الصور أو الأيقونات الدينية. وقعت «حرب الأيقونات الأولى»، كما يُشار إليها أحيانًا، بين عامي 726 و787 تقريبًا. أما «حرب الأيقونات الدينية الثانية»، فوقعت بين عامي 814 و842 تقريبًا. وفقًا للمنظور التقليدي، بدأت حرب الأيقونات البيزنطية جراء حظر فرضه الإمبراطور ليو الثالث الإيساوري على الأيقونات الدينية، واستمر الحظر حتى في عهد خلفائه. صاحب تلك الحرب تدمير الأيقونات المسيحية على نطاق واسع واضطهاد مناصري تبجيل أو تعظيم الأيقونات. بقي البابا على موقفه الداعم لاستخدام الأيقونات خلال تلك الفترة، وأدت كلّ تلك الأحداث إلى توسيع الشقاق المتنامي بين التقاليد البيزنطية والكارولنجية في الكنيسة التي كانت متحدة حتى تلك الفترة. سهّلت تلك الأحداث أيضًا عملية تناقص أو زوال الهيمنة السياسية البيزنطية على أجزاء من إيطاليا.
تنامى الدافع وراء تحطيم الأيقونات إثر تفسير لاهوتي من الوعد القديم للوصايا العشر، ومنع صنع أو عبادة «الصور المنقوشة» (سفر الخروج: الإصحاح 20 الآية 4، سفر التثنية: الإصحاح 5 الآية 8). جرى نقاش هذا الموضوع اللاهوتي خلال فترتي حرب الأيقونات في الإمبراطورية البيزنطية في القرنين الثامن والتاسع، وكانت النقاشات حول آداب أو صحة الصور التي تصوّر شخصيات مقدسة، من بينها المسيح والعذراء والقديسين. جاءت تلك النقاشات جراء تغييرات في طرق العبادة الأرثوذكسية، ونتجت تلك التغيرات عن ثورات سياسية واجتماعية كبرى في الإمبراطورية البيزنطية خلال القرن السابع.
ركزت التفسيرات التقليدية لحرب الأيقونات البيزنطية على أهمية منع الإسلام عبادة الأصنام (أو الصور) وتأثير ذلك على الفكر البيزنطي. وفقًا لأرنولد جاي. توينبي، فمثلًا، شجعت الانتصارات العسكرية الإسلامية المهيبة خلال القرنين السابع والثامن مسيحيي بيزنطة على اقتباس موقف الإسلام الرافض للأيقونات الشعائرية أو التعبدية وتدميرها. أُكد أيضًا على دور النساء والرهبان في دعمهم لتبجيل الأيقونات. طُرحت النقاشات والحجج القائمة على المرتبة الاجتماعية، مثل القول أن تحطيم الأيقونات خلق انقسامات سياسية واقتصادية في المجتمع البيزنطي: وأن تلك الممارسة دعمتها الشعوب الشرقية من الإمبراطورية، وهي الأفقر وغير الإغريقية والتي تحمّلت مهمة التصدي لغارات العرب بشكل دائم. في المقابل، عارض الإغريق الأغنياء في القسطنطينية –بالإضافة إلى شعوب البلقان والمقاطعات الإيطالية– بشدة تحطيم الأيقونات. أثناء إعادة تقييم الدلائل المكتوبة والمادية المتعلقة بفترة حرب الأيقونات البيزنطية، وعلى يد مؤرخين وعلماء مثل جون هالدون وليزلي بروبيكر، لوحظ أن تلك الدلائل تتعارض مع الافتراضات الأولية والمصادقة  الواقعية على الشهادات التقليدية.

## خلفية تاريخية
نمّت العبادة المسيحية بحلول القرن السادس إيمانًا واضحًا بشفاعة القديسين. تأثر هذا الاعتقاد بمبدأ هرمية القداسة، حيث الثالوث المقدس في الذروة، تعقبه مريم العذراء والتي يُشار إليها في اللغة اليونانية بثيوتوكس أو والدة الإله، يتبعها القديسون، وهم رجال ونساء مقدسون والشيوخ الروحانيون، ثم تتبعهم بقية البشرية. لذا، للحصول على البركات أو الحظوة الإلهية، كان المسيحيون القدامى، كمسيحيي اليوم، غالبًا ما يصلون أو يطلبون من وسيط، مثل القديسين أو مريم العذراء (ثيوتوكس)، أو المسيحيين الآخرين الذين يُعتقد أنهم مقدسون للتواسط مع المسيح. شمل التقليد السابق إيمانًا وتقديسًا قويين متعلقين بضرورة الحضور الجسدي أثناء طلب الشفاعة عبر القديسين، وتمّ ذلك باستخدام الذخيرة (الآثار أو الممتلكات التبعة لشخصية مقدسة) أو الصور المقدسة (الأيقونات) في التقاليد المسيحية المبكرة.
كان المؤمنون يحجون إلى الأماكن المقدسة جراء تواجد المسيح جسديًا فيها، ولا يقتصر الأمر على الأماكن التي تواجد فيها المسيح، إنما القديسون والشهداء أيضًا، من تلك الأماكن كنيسة القيامة في القدس. استُخدمت الذخيرة أو الأغراض المقدسة (وليس الأماكن المقدسة) على نطاق واسع في الممارسات والشعائر المسيحية في تلك الفترة، وكانت تلك الأغراض جزءًا من بقايا الشخصيات المقدسة –مثل المسيح ومريم العذراء والقديسين– أو على اتصال مقدس معهم. وفّرت الذخيرة –التي كانت جزءًا متأصلًا بشكل ضمني في التبجيل والتوقير خلال تلك الفترة– للمؤمنين حضورًا جسديًا للشخصية المقدسة، لكنها لم تكن قابلة لإعادة الإنتاج بل يلزم استخدام الأصلية فقط، وتطلبت من المؤمنين أيضًا الحج أو الاتصال مع شخص حجّ سابقًا.
تزايد استخدام –وإساءة استخدام– الصور والأيقونات بشدة في تلك الفترة، ما أدى إلى تنامي المعارضة تجاه استخدامها بين الكثيرين من أتباع الكنيسة، لكن من غير الواضح اليوم كيف نمت تلك الأفكار المعارضة وما المدى الذي وصلت إليه. استُخدمت الصور على هيئة أعمال فسيفسائية أو لوحات على نطاق واسع ضمن الكنائس والبيوت والأماكن الأخرى مثل بوابات المدن، وأصبحت تحظى بأهمية روحية خاصة بها منذ عهد جستينيان الأول وما بعد، واعتقد الكثير من الناس أنها تحمل قدرات متفردة بنفسها،  أي أن «الذخيرة ستفعل ما هو متوقع أن يفعله صاحبها. فهي تفصح عن رغباتها... تصدر التعاليم الإنجيلية... تنزف عندما تتعرض لهجوم... ]و[ في بعض الحالات، تدافع عن نفسها ضد الكفار بقوة حقيقية وملموسة...». برزت القطع والأدوات الرئيسة لإزالة هذا الغموض المتعلق بصحة عمل الأيقونات على شكل ما يُعرف في اللغة اليونانية بالأخيروبيتا أو «الصور التي لا تصنعها أيادٍ بشرية». كانت تلك الصور المقدسة –التي لم تصنعها أيدي البشر– شكلًا من أشكال الذخيرة التي تصل الإنسان بالرب، واستُعملت لإثبات الموافقة الإلهية على استخدام الأيقونات. أشهر تلك الصور هي أيقونية منديل الرها الموجودة في آديسا (أورفة حاليًا) وأيقونة كاموليانا من كبادوكيا، والتي كانت سابقاً في القسطنيطينة. اعتُبرت الأيقونية الأخيرة أيقونة حامية انتصرت في الكثير من المعارك وحمت القسطنطينية من من الحصار الفارسي الساساني والآفاري عام 626، حينها حمل البطريرك الأيقونة وطاف بها حول جدران المدينة. صوّرت الأيقونتان السابقتان المسيح، أما قصة تلك الأيقونات، فجاء في بعض النسخ أن المسيح وضع قطعة من القماش على وجهه وضغطها (تُقارن هذه الأيقونة بلوحة خمار فيرونيكا وقطعة كفن تورينو). في نسخ أخرى من قصة منديل الرها، اعتُقد أن هذه الصورة –إلى جانب العديد من الصور الأخرى– نقلت الحياة في فترة العهد الجديد، ورسُمت على يد القديس لوقا أو من طرف رسامين بشر آخرين، ما يُظهر مجددًا دعم المسيح ومريم العذراء للأيقونات، واستمرار استخدامها في المسيحية منذ نشوء الدين المسيحي. قال جي. إي. فون غرونيباوم «لا بد أن الناس نظروا إلى حرب الأيقونات في القرنين الثامن والتاسع على أنها ذروة حركةٍ جذروها ضاربة في روحانية الفكر المسيحي عن الألوهية».
شكّلت أحداث القرن السابع، التي كانت جزءًا من أزمة كبرى داخل الإمبراطورية البيزنطية، دافعاً للتوسع في استخدام أيقونات المقدسين وسببت تحولاً دراماتيكياً في الاستجابة لتلك الممارسة. وبصرف النظر عما إذا كانت الـ أخيروبيتا نتيجة أم سببًا، شهدت الفترة الواقعة بين أواخر القرن السادس وحتى القرن الثامن ترققًا متزايدًا في الحدود التي تفصل بين الأيقونات التي لم تصنعها أيدي الإنسان، وبين تلك التي صنعها البشر. اعتبر الناس –بشكل متزايد– صور المسيح وثيوتوكس والقديسين ذخيرة تصل الإنسان بالرب، بينما حظيت الذخيرة الثانوية (ذخيرة التواصل) والأخيروبيتا بهذا الاعتبار في وقت أسبق. فعند الصلاة أمام الصور أو أيقونة الشخصية المقدسة، تُضخم صلوات المؤمن وفقًا لقربه من الشخصية المقدسة.

## نتائج حرب الأيقونات

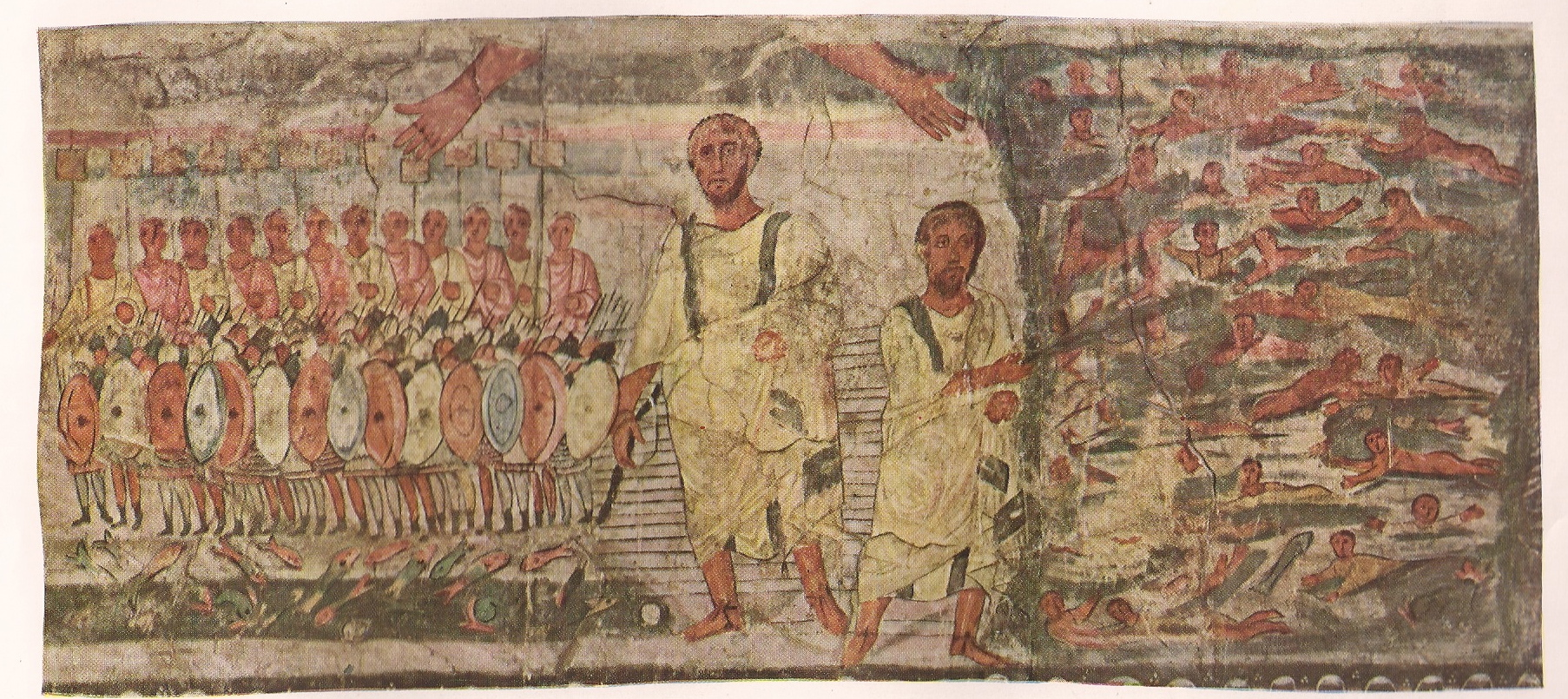
لوحة جدارية تدمرية من دورا أروبوس، يظهر فيها النبي موسى وهو يشق البحر، وغرق جنود فرعون

وَكَان مِنْ أَهَمِّ نَتَائِجهَا زَهْقُ عَشَرَاتِ الأُلُوْفِ مِنَ النُّفُوْسِ، وَكَانَ الرُّهْبَانُ مِنْ أَكْثَرِ الفِئَاتِ تَضَرُّرًا مِنْ تِلْكُم الحَرْبُ لِكَثْرَةِ قَتْلَاهُمْ وَلِتَخْرِيْبِ أَدْيِرَتِهِم وَحِصَارِهَا وَنَهْبِ مُمْتَلَكَاتِهِمْ، وَ وَصَلَ الأَمْرُ إِلَى مَنْعِ الرَّهْبَنَةِ. وَكَذَلِكَ تَكْرِيْسُ انْقِسَامِ الكَنِيْسَةِ الذِي بُدِئَ بهِ بنَقْلِ العَاصِمَةِ مِنَ الغَرْبِ الرُّوْمَانِي إِلَى الشَّرْقِ، حَيْثُ أَسَّسَ الإِمْبَرَاطُوْر قُسْطَنْطِيْنُ الأَكْبَرُ مَدِيْنَةَ القُسْطَنْطِيْنِيَّةِ سَنَةَ 330  م، وَأَصْبَحَ هُنَالِكَ كَنِيْسَتَانِ، غَرْبيَّةٌ لاتِيْنِيَّةٌ تَتْبَعُ رُوْمَا وَسُمِّيَتْ بالكَنِيْسَةِ الكَاثُوْلِيْكِيَّةِ أَوْ الجَّامِعَة، وَكَنِيْسَةٌ شَرْقِيَّةٌ يُوْنَانِيَّةٌ تَتْبَعُ القُسْطَنْطِيْنِيَّةَ، وَسُمِّيَتْ بالكَنِيْسَةِ الأُرْثُوْذُوْكسِيَّة. وَمَا جَاءَ مِنْ تَكْرِيْس الانْقِسَامِ السِّيَاسِيِّ حَيْثُ التَجَأَ البَابَا لِقُوَّةِ الجرْمَانِ وَالتِي أَصْبَحَت هِيَ الحَامِيَةُ لِلْبَابَا وَالمُدَافِعَةُ عَنِ الكَنِيْسَةِ اللَاتِيْنِيَّةِ، وَبهَذَا أُبْعِدَتِ السُّلْطَةُ السِّيَاسِيَّةُ لِلْقُسْطَنْطِيْنِيَّةِ التِي كَانَتْ هِي الحَامِيَةَ لِلْبَابَا وَلَمْ يَعُدْ لَهَا مِنْ نُفُوْذٍ فِي رُوْمَا. وَعَلَى صَعِيْدِ الأَيْقُوْنَاتِ التِي تَمَّ تَدْنِيْسُهَا وَانْتِهَاكُ حُرْمَتِهَا وَالتَّشْنِيْعُ بهَا وَتَحْطِيْمُهَا وَحَرْقُهَا وَطَلْيُهَا بالكِلْسِ، مَا أَدَّى إِلَى إِتْلَافِ الكَثِيْرِ مِنْهَا.